# Rhopalaea neapolitana
Rhopalaea neapolitana is een zakpijpensoort uit de familie van de Diazonidae. De wetenschappelijke naam van de soort is voor het eerst geldig gepubliceerd in 1843 door Philippi.